# Sant Joan les Fonts

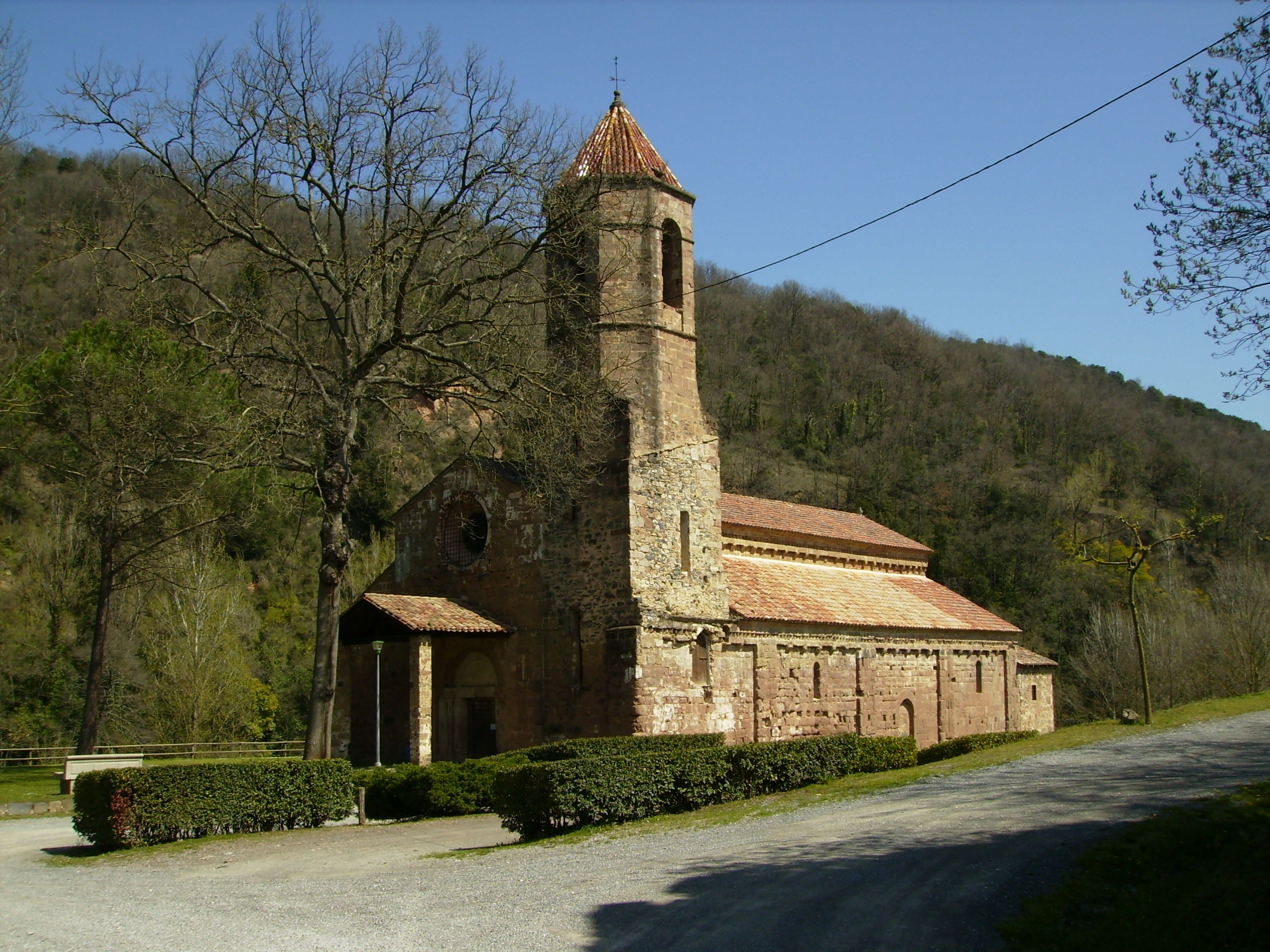
Ehemalige Klosterkirche von Sant Joan les Fonts

Sant Joan les Fonts ist eine katalanische Gemeinde in der Provinz Girona im Nordosten Spaniens. Sie liegt in der Comarca Garrotxa.

## Lage
Sant Joan les Fonts liegt inmitten der Vulkanlandschaft des Parc Natural de la Zona Volcànica de la Garrotxa am Fluvià.

## Geschichte
Der Ortskern wurde bereits im 9. Jahrhundert erbaut. Allerdings wurden die meisten Bauwerke 1427 und 1428 durch Erdbeben zerstört.

## Sehenswürdigkeiten
- Das ehemalige Kloster Monestir de Sant Joan les Fonts mit der dreischiffigen romanischen Kirche wurde 1981 zum Nationalen Kulturerbe erklärt.
- Der Fluvià wird von einer mittelalterlichen Brücke überspannt. Sie besteht aus vulkanischem Gestein und wird bereits in einem Dokument von 1247 erwähnt.
- Das Estada de Juvinyà ist ein Wehrgebäude aus dem 12. Jahrhundert.

## Söhne und Töchter der Stadt
- Carlos Torrent Tarres, Radrennfahrer, * 29. August 1974 in Sant Joan les Fonts

## Gemeindepartnerschaft
Sant Joan les Fonts unterhält eine Partnerschaft mit der französischen Gemeinde Ydes in der Auvergne.